# Barrera de l'Escultor
La barrera d'Escultor és una superestructura de galàxies ("paret de galàxies") relativament proper a la Via Làctia (desplaçament cap al roig d'aproximadament z=0.03), també conegut com a supercúmul de l'Escultor.
La superestructura també s'anomena "Gran Muralla del Sud", "Gran Muralla Sud", "Mur Sud", en referència a la Gran Muralla del Nord, o simplement "Gran Muralla" - la Gran Barrera CfA2. L'estructura és de 8.000 km/s de llarg, 5.000 km/s d'amplada, 1000 km/s de fondària, en dimensions d'espai redshift. Com que aquestes estructures són tan grans, és convenient estimar-ne la mida mitjançant la mesura del la seu desplaçament cap al roig; utilitzant un valor de 67,8 per a la constant de Hubble, la mida de l'estructura és d'aproximadament 100 Mpc de llarg per 70 Mpc d'ample per 10 Mpc de profunditat.
La muralla de la Grua és "perpendicular" a la muralla del Forn i amb la barrera d'Escultor.